# Jogos da Comunidade Britânica de 1970
Os Jogos da Comunidade Britânica de 1970  foram realizados em Edimburgo, Escócia, entre 16 de julho e 25 de julho.
O processo de eleição ocorreu na cidade de Tóquio, durante os Jogos Olímpicos de 1964. A cidade de Edimburgo venceu por 18 votos, contra 11 votos da cidade de Christchurch, na Nova Zelândia.

## Modalidades
- Atletismo
- Badminton
- Boxe
- Ciclismo
- Esgrima
- Halterofilismo
- Lawn Bowls
- Luta greco-romana
- Natação
- Saltos ornamentais

## Países participantes

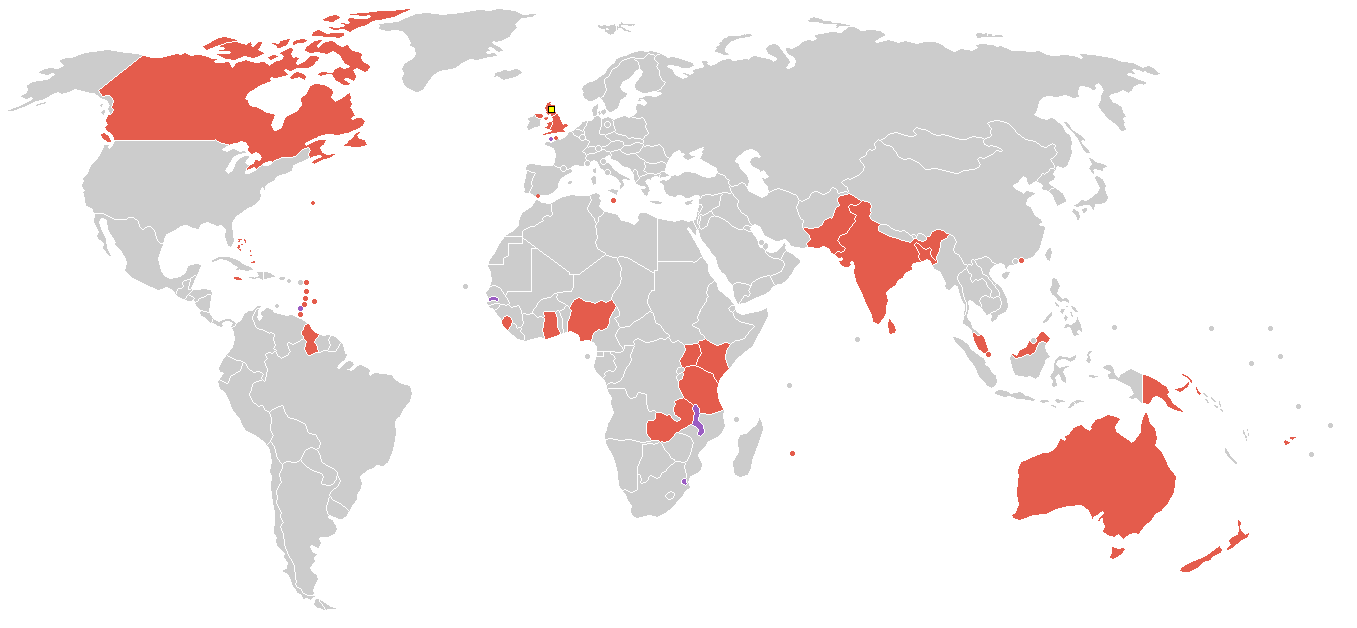
Países participantes.

| - Antígua e Barbuda - Austrália - Barbados - Bahamas - Bermuda - Canadá - Dominica - Escócia - Fiji - Gâmbia - Gana - Gibraltar - Guernsey - Guiana |  | - Granada - Hong Kong - Ilha de Man - Índia - Inglaterra - Irlanda do Norte - Jamaica - Jérsei - Malawi - Malta - Malásia - Ilhas Maurícias - Nigéria - Nova Zelândia |  | - País de Gales - Papua-Nova Guiné - Paquistão - Quênia - Santa Lúcia - São Vicente - Serra Leoa - Singapura - Sri Lanka - Essuatíni - Tanzânia - Trinidad e Tobago - Uganda - Zâmbia |

## Medalhistas
| Ordem | País              | Medalha de ouro | Medalha de prata | Medalha de bronze | Total |
| ----- | ----------------- | --------------- | ---------------- | ----------------- | ----- |
| 1     | Austrália         | 36              | 24               | 22                | 82    |
| 2     | Inglaterra        | 27              | 25               | 32                | 84    |
| 3     | Canadá            | 18              | 24               | 24                | 66    |
| 4     | Escócia           | 6               | 8                | 11                | 25    |
| 5     | Quênia            | 5               | 3                | 6                 | 14    |
| 6     | Índia             | 5               | 3                | 4                 | 12    |
| 7     | Paquistão         | 4               | 3                | 2                 | 9     |
| 8     | Jamaica           | 4               | 2                | 1                 | 7     |
| 9     | Uganda            | 3               | 3                | 1                 | 7     |
| 10    | Irlanda do Norte  | 3               | 1                | 5                 | 9     |
| 11    | Nova Zelândia     | 2               | 6                | 6                 | 14    |
| 12    | País de Gales     | 2               | 6                | 4                 | 12    |
| 13    | Gana              | 2               | 3                | 2                 | 7     |
| 14    | Nigéria           | 2               | 0                | 0                 | 2     |
| 15    | Malásia           | 1               | 1                | 1                 | 3     |
| 16    | Hong Kong         | 1               | 0                | 0                 | 1     |
| 17    | Trinidad e Tobago | 0               | 4                | 3                 | 7     |
| 18    | Zâmbia            | 0               | 2                | 2                 | 4     |
| 19    | Singapura         | 0               | 1                | 1                 | 2     |
| 20    | Barbados          | 0               | 1                | 0                 | 1     |
| 20    | Tanzânia          | 0               | 1                | 0                 | 1     |
| 22    | Fiji              | 0               | 0                | 1                 | 1     |
| 22    | Gâmbia            | 0               | 0                | 1                 | 1     |
| 22    | Guiana            | 0               | 0                | 1                 | 1     |
| 22    | Ilha de Man       | 0               | 0                | 1                 | 1     |
| 22    | Malawi            | 0               | 0                | 1                 | 1     |
| 22    | São Vicente       | 0               | 0                | 1                 | 1     |

     País sede destacado.